# Vlag van Ten Boer

Vlag van de gemeente Ten Boer

De vlag van Ten Boer is bij raadsbesluit op 19 december 1990 vastgesteld als de gemeentelijke vlag van Ten Boer. De vlag wordt als volgt beschreven:
Een vlag van banen volgens de vluchtdiagonaal vele malen gegolfd aaneengesloten blauw – wit – rood – geel – blauw – geel – rood – wit – blauw (banenverhouding volgens broekdiagonaal: 14 : 14 : 5 : 5 : 14 : 5 : 5 : 14 : 14).
Het ontwerp was van de Stichting voor Banistiek en Heraldiek. Deze vlag bleef tot 1 januari 2019 de vlag van de gemeente, op die datum ging de gemeente op in gemeente Groningen.

## Verklaring
De blauwe golf in het midden zou het Damsterdiep kunnen voorstellen die naar het noordoosten stroomt. Er is geen andere of nadere verklaring bekend voor de vlag.
Adorp 
· Aduard 
· Appingedam 
· Bedum 
· Beerta 
· Bellingwedde 
· Bierum 
· De Marne 
· Delfzijl 
· Eemsmond 
· Eenrum 
· Finsterwolde 
· Grootegast 
· Haren 
· Hefshuizen 
· Hoogezand 
· Hoogezand-Sappemeer 
· Hoogkerk 
· Kloosterburen 
· Leek 
· Leens 
· Loppersum 
· Marum 
· Menterwolde 
· Muntendam 
· Nieuwe Pekela 
· Nieuweschans 
· Oldekerk 
· Oosterbroek 
· Oude Pekela 
· Reiderland 
· Sappemeer 
· Scheemda 
· Slochteren 
· Stedum 
· Ten Boer 
· Termunten 
· Uithuizen 
· Uithuizermeeden 
· Ulrum 
· Vlagtwedde 
· Warffum 
· Wildervank 
· Winschoten 
· Winsum 
· Zuidhorn